# Miro Jurić
Miro Jurić, (nacido el 10 de agosto de 1972 en Sibenik, Yugoslavia) es un exjugador de baloncesto croata. Con 1.96 de estatura, su puesto natural en la cancha era el de escolta.